# 홍성식
홍성식(洪性湜, 1967년 11월 13일~)은 대한민국의 권투 선수로 1992년 하계 올림픽 라이트급에서 동메달을 획득했다. 현재는 영선중학교에서 체육 선생님으로 있다